# Kusykiwci
Kusykiwci (ukr. Кусиківці, hist. pol. Kusikowce) – wieś na Ukrainie, w obwodzie winnickim, w rejonie winnickim, w hromadzie Lityn. W 2001 liczyła 433 mieszkańców, spośród których 432 wskazało jako ojczysty język ukraiński, a 1 inny